# Burning Witches
Burning Witches és un grup suís de heavy i power metal originari de Brugg. Està influenciat principalment pel heavy metal de la dècada del 1980, amb reminiscències d'Iron Maiden i Judas Priest.
L'estiu del 2019, Burning Witches va tocar als festivals Wacken Open Air, Summer Breeze i Rockharz Open Air. El 6 de novembre es va publicar l'àlbum Dance with the devil, que inclou una versió de la cançó de Manowar «Battle Hymn». El desembre de 2020, la banda va publicar l'EP The circle of five abans de gravar el seu quart àlbum d'estudi, The witch of the north, l'any següent.

## Discografia

### Àlbums
- 2017: Burning Witches (Non Stop Music Records)
- 2018: Hexenhammer (Nuclear Blast Records)
- 2020: Dance with the devil (Nuclear Blast Records)
- 2021: The Witch of the north (Nuclear Blast Records)[6]

### EP
- 2018: Burning alive (directe, autoproduït)
- 2019: Wings of steel (Nuclear Blast Records)
- 2020: The circle of five (Nuclear Blast Records)